# Берчелл, Крис
Кри́стофер (Крис) Бе́рчелл (англ. Christopher (Chris) Birchall; 5 мая 1984, Стаффорд) — тринидадский футболист английского происхождения, полузащитник. Выступал в сборной Тринидада и Тобаго. Участник чемпионата мира по футболу 2006.

## Карьера

### Клубная
Крис Берчелл начинал карьеру в клубе «Порт Вейл», выступавшем тогда во Втором дивизионе. В составе этой команды Крис провёл 6 сезонов, сыграв 78 матчей и забив 7 мячей.
В августе 2006 года, проявив себя на чемпионате мира, Берчелл перешёл в «Ковентри Сити» за 325 тысяч фунтов стерлингов. Проведя сезон в этом клубе, Берчелл был отдан в аренду шотландскому «Сент-Миррену» до начала 2008 года, однако из-за травмы вернулся в «Ковентри» уже в ноябре, проведя за «Сент-Миррен» всего 9 матчей.
27 ноября Берчелл был вновь отдан в аренду, на этот раз в «Карлайл Юнайтед». После окончания срока аренды Крис расторгнул контракт с «Ковентри» по обоюдному согласию. 15 января 2009 года он подписал контракт с клубом Первой лиги «Брайтон энд Хоув Альбион» до конца сезона.
После истечения контракта перешёл в клуб MLS «Лос-Анджелес Гэлакси», подписав четырёхлетний контракт. В мае 2012 года присоединился к другому американскому клубу «Коламбус Крю», который покинул в декабре 2012, проведя 18 игр и забив 1 гол.
3 января Крис подписал контракт с командой, в которой он начинал свою профессиональную карьеру — «Порт Вейл». По итогам сезона 2012/13 клуб добился повышение в классе, а Крис продлил с ним соглашение до конца сезона 2013/14.

### Сборная
Несмотря на то, что Берчелл родился в Англии, он имел право выступать за сборную Тринидада и Тобаго, так как его мать — уроженка Порт-оф-Спейна. Крис стал первым белым игроком сборной за 60 лет.
Берчелл был одним из игроков сборной Тринидада и Тобаго, сотворивших сенсацию, попав на чемпионат мира по футболу 2006. Крис известен благодаря его мячу в ворота сборной Бахрейна в отборочном турнире, позволившему его команде сыграть вничью в первом стыковом матче команд АФК и КОНКАКАФ.